# En sømand går i land
|  | Denne artikel omhandler filmen fra 1954. For Aksel Sandemoses roman, se En sømand går i land (roman). |
En sømand går i land er en dansk film fra 1954, instrueret af Lau Lauritzen jr. og med manuskript Grete Frische.

## Medvirkende
Blandt de medvirkende kan nævnes:
- Poul Reichhardt
- Lau Lauritzen jr.
- Carl Johan Hviid
- Jørn Jeppesen
- Knud Heglund
- Paul Hagen
- Emil Hass Christensen
- Ib Schønberg
- Carl Ottosen
- Per Gundmann
- Lisbeth Movin
- Birgitte Price
- Tove Grandjean
- Torkil Lauritzen